# ATP Challenger de Liubliana
O ATP Challenger de Liubliana – ou BMW Ljubljana Open, na última edição – foi um torneio de tênis profissional masculino, de nível ATP Challenger.
Realizado em Liubliana, na capital da Eslovênia, estreou em 1990 e durou vinte edições. Os jogos eram disputados em quadras de saibro durante o mês de setembro.

## Finais

### Simples
| Ano                           | Campeão               | Vice-campeão          | Resultado      |
| ----------------------------- | --------------------- | --------------------- | -------------- |
| 2011                          | Paolo Lorenzi         | Grega Žemlja          | 6–2, 6–4       |
| 2010                          | Blaž Kavčič           | David Goffin          | 6–2, 4–6, 7–5  |
| 2009                          | Paolo Lorenzi         | Grega Žemlja          | 1–6, 7–64, 6–2 |
| 2008                          | Ilija Bozoljac        | Giancarlo Petrazzuolo | 6–4, 6–3       |
| 2007                          | Marco Mirnegg         | Mathieu Montcourt     | 7–65, 7–5      |
| Torneio não realizado em 2006 |                       |                       |                |
| 2005                          | Rubén Ramírez Hidalgo | Massimo Dell'Acqua    | 26–7, 5–2, ab. |
| 2004                          | Jiří Vaněk            | Björn Phau            | 5–7, 6–1, 7–65 |
| 2003                          | Jiří Vaněk            | Boris Pašanski        | 6–3, 3–6, 6–1  |
| 2002                          | Arnaud Di Pasquale    | Juan Balcells         | 6–4, 6–3       |
| Torneio não realizado em 2001 |                       |                       |                |
| 2000                          | Oliver Gross          | Juan Balcells         | 4–6, 6–1, 7–63 |
| 1999                          | Vladimir Voltchkov    | Dinu Pescariu         | 7–5, 36–7, 6–4 |
| 1998                          | Dinu Pescariu         | Adrian Voinea         | 7–6, 2–6, 6–3  |
| 1997                          | Brett Steven          | Andrei Pavel          | 7–6, 6–2       |
| 1996                          | Hicham Arazi          | Marcelo Filippini     | 4–6, 6–2, 6–4  |
| 1995                          | Jordi Burillo         | Adrian Voinea         | 6–2, 6–1       |
| 1994                          | Horst Skoff           | Tomás Carbonell       | 0–6, 6–4, 7–6  |
| 1993                          | Daniel Orsanic        | Andrei Cherkasov      | 4–6, 6–2, 7–5  |
| 1992                          | Magnus Larsson        | Mikael Tillström      | 6–4, 6–4       |
| 1991                          | Slobodan Živojinović  | Andrei Olhovskiy      | 6–7, 7–6, 6–3  |
| 1990                          | Magnus Larsson        | Diego Nargiso         | 7–5, 6–7, 7–6  |

### Duplas
| Ano                           | Campeões                                       | Vice-campeões                          | Resultado           |
| ----------------------------- | ---------------------------------------------- | -------------------------------------- | ------------------- |
| 2011                          | Aljaž Bedene Grega Žemlja                      | Roberto Bautista Agut Iván Navarro     | 6–3, 106–7, [12–10] |
| 2010                          | Nikola Mektić Ivan Zovko                       | Marin Draganja Dino Marcan             | 3–6, 6–0, [10–3]    |
| 2009                          | Jamie Delgado Jamie Murray                     | Stéphane Robert Simone Vagnozzi        | 6–3, 6–3            |
| 2008                          | Juan Pablo Brzezicki Mariano Hood              | Rameez Junaid Philipp Marx             | 7–5, 7–64           |
| 2007                          | Alexander Kudryavtsev Alexandre Krasnoroutskiy | Ivan Dodig Lovro Zovko                 | 7–69, 1–6, [10–6]   |
| Torneio não realizado em 2006 |                                                |                                        |                     |
| 2005                          | Paul Baccanello Lovro Zovko                    | Andrew Derer Joseph Sirianni           | 6–3, 6–3            |
| 2004                          | Rik de Voest Giovanni Lapentti                 | Robert Lindstedt Michael Russell       | 6–3, 6–4            |
| 2003                          | Leonardo Azzaro Gergely Kisgyörgy              | Ivan Cerović Aleksander Slović         | 7–63, 6–3           |
| 2002                          | Mariano Hood Edgardo Massa                     | Luis Horna Sebastián Prieto            | 7–5, 6–1            |
| Torneio não realizado em 2001 |                                                |                                        |                     |
| 2000                          | Emilio Benfele Álvarez Álex López Morón        | Paul Rosner Jason Weir-Smith           | 6–3, 6–4            |
| 1999                          | Massimo Valeri Tom Vanhoudt                    | Eduardo Nicolás Germán Puentes-Alcañiz | 7–68, 6–4           |
| 1998                          | Marius Barnard Stephen Noteboom                | Alberto Martín Tomáš Anzari            | 7–6, 6–7, 7–6       |
| 1997                          | Lucas Arnold Ker Daniel Orsanic                | David Škoch Fernon Wibier              | 6–0, 6–4            |
| 1996                          | Pablo Albano Lucas Arnold Ker                  | Rikard Bergh Shelby Cannon             | 6–1, 3–6, 6–1       |
| 1995                          | Nicklas Kulti Mikael Tillström                 | Shelby Cannon Stefan Kruger            | 6–4, 6–4            |
| 1994                          | Olivier Delaître Jean-Philippe Fleurian        | Kenneth Carlsen Mikael Tillström       | 6–1, 4–6, 6–1       |
| 1993                          | Branislav Stankovič Richard Vogel              | Hendrik Jan Davids Goran Prpić         | 6–4, 7–6            |
| 1992                          | Magnus Larsson Mikael Tillström                | Cristian Brandi Federico Mordegan      | 6–3, 6–2            |
| 1991                          | Andrei Olhovskiy Slobodan Živojinović          | Richard Vogel Daniel Vacek             | 7–5, 6–3            |
| 1990                          | Carlos Costa Francisco Roig                    | Omar Camporese Mark Koevermans         | 6–7, 6–4, 6–4       |